# لاري إيفانز (لاعب شطرنج)
لاري إيفانز Larry Melvyn Evans (ولد في 22 مارس 1932 – ومات في 15 نوفمبر 2010) كان لاعب شطرنج أمريكي حمل لقب أستاذ كبير.
- فاز ببطولة الولايات المتحدة للشطرنج لأول مرة عام 1951، متفوقاً على سامويل ريشفسكي، وفاز بها للمرة الثانية عام 1952 بعد هزيمته هرمان شتاينر، وفاز بها ثلاث مرات أخرى أعوام 1961، 1967، 1980.
- نال لقب أستاذ دولي عام 1952، وأستاذ كبير عام 1957.
- فاز ببطولة الولايات المتحدة المفتوحة للشطرنج أعوام 1951، 1952، 1954.
- فاز بدورة لون باين للشطرنج عام 1971.
- ألف عدة كتب منها: ما هي النقلة الأفضل؟ 1995، أكثر عشرة أخطاء في الشطرنج شيوعاً 1998، ما مستواك في الشطرنج 2004، أفكار جديدة في الشطرنج .

## روابط خارجية
- لاري إيفانز على موقع مباريات الشطرنج (الإنجليزية)
- لاري إيفانز على موقع 365Chess.com (الإنجليزية)
- لاري إيفانز على موقع Chesstempo.com (الإنجليزية)
- لاري إيفانز على موقع الاتحاد الأمريكي للشطرنج (الإنجليزية)
- لاري إيفانز سجل أولمبياد الشطرنج على موقع OlimpBase.org (الإنجليزية)